# Chase (Kansas)
Chase – miasto w Stanach Zjednoczonych, w stanie Kansas, w hrabstwie Rice.